# Konstantin Morszczinin
Konstantin Andriejewicz Morszczinin (ros. Константин Андреевич Морщинин, ur. 16 maja 1904 w stanicy Grigoropolisskaja w rejonie Nowoaleksandrowskim w Kraju Stawropolskim, zm. 19 stycznia 1973 w Ordżonikidze (obecnie Władykaukaz) – radziecki działacz partyjny i państwowy, I sekretarz Komitetu Obwodowego WKP(b) w Penzie (1942-1949).
We wczesnej młodości był pastuchem i robotnikiem rolnym. Od 1925 działacz Komsomołu, od 1926 WKP(b). Przewodniczący kołchozu, 1933 szef wydziału politycznego Nowoszulbińskiej stanicy maszynowo-traktorowej w Kazachskiej ASRR, później do 1939 sekretarz Komitetu Rejonowego WKP(b). 1939-1942 sekretarz Ałtajskiego Krajowego Komitetu WKP(b), do czerwca 1942 odpowiedzialny organizator Zarządu Kadr KC WKP(b), od czerwca 1942 do lutego 1949 I sekretarz Komitetu Obwodowego WKP(b) w Penzie. 1950-1951 pełnomocnik Rady ds. Kołchozów przy Radzie Ministrów ZSRR w Północnoosetyjskiej ASRR. Deputowany do Rady Najwyższej ZSRR 2 kadencji (1946-1950). Odznaczony Orderem Czerwonego Sztandaru Pracy (11 maja 1942).